# Маики
Маики (укр. Маїки) — село в Добротворской поселковой общине Шептицкого района Львовской области Украины.
Население по переписи 2001 года составляло 29 человек. Занимает площадь 0,189 км². Почтовый индекс — 80411. Телефонный код — 3254.